# Uyogo (Tabora)
Uyogo è una circoscrizione rurale (rural ward) della Tanzania situata nel distretto di Urambo, regione di Tabora. Conta una popolazione di 18 897 abitanti (censimento 2012).